# Lijst van locomotieven van de GWR 6959-serie
Dit is een lijst van locomotieven van de GWR 6959 (Modified Hall)-serie gebouwd in Swindon Works door de Great Western Railway en British Railways.
| GWR/BR Nummer | Naam                | Gebouwd        | Datum Buitendienststelling | Gesloopt door                    | Opmerking                                                             |
| ------------- | ------------------- | -------------- | -------------------------- | -------------------------------- | --------------------------------------------------------------------- |
| 6959          | Peatling Hall       | maart 1944     | december 1965              | J Cashmore, Newport              |                                                                       |
| 6960          | Raveningham Hall    | maart 1944     | juni 1964                  | —                                | Bewaard als museumstuk                                                |
| 6961          | Stedham Hall        | maart 1944     | september 1965             | J Cashmore, Newport              |                                                                       |
| 6962          | Soughton Hall       | april 1944     | januari 1965               | Swindon Works                    |                                                                       |
| 6963          | Throwley Hall       | april 1944     | juli 1965                  | Bird, Long Marston               |                                                                       |
| 6964          | Thornbridge Hall    | mei 1944       | september 1965             | T. Ward, Beighton                |                                                                       |
| 6965          | Thirlestaine Hall   | juli 1944      | oktober 1965               | J Cashmore, Newport              |                                                                       |
| 6966          | Witchingham Hall    | mei 1944       | september 1964             | Bird, Newport                    |                                                                       |
| 6967          | Willesley Hall      | augustus 1944  | december 1965              | J Cashmore, Newport              |                                                                       |
| 6968          | Woodcock Hall       | september 1944 | september 1965             | J Cashmore, Newport              |                                                                       |
| 6969          | Wraysbury Hall      | september 1944 | februari 1965              | Swindon Works                    |                                                                       |
| 6970          | Whaddon Hall        | september 1944 | juni 1964                  | Bird, Newport                    |                                                                       |
| 6971          | Athelhampton Hall   | oktober 1947   | oktober 1964               | Cashmore, Great Bridge           |                                                                       |
| 6972          | Beningbrough Hall   | oktober 1947   | maart 1965                 | Bird, Bridgend                   |                                                                       |
| 6973          | Bricklehamton Hall  | oktober 1947   | augustus 1965              | Cashmore, Newport                |                                                                       |
| 6974          | Bryngwyn Hall       | oktober 1947   | mei 1965                   | Bird, Newport                    |                                                                       |
| 6975          | Capesthorne Hall    | oktober 1947   | december 1963              | Slag Reduction Co., Briton Ferry |                                                                       |
| 6976          | Graythwaite Hall    | oktober 1947   | oktober 1965               | Cashmore, Great Bridge           |                                                                       |
| 6977          | Grundisburgh Hall   | november 1947  | december 1963              | Bird, Newport                    |                                                                       |
| 6978          | Haroldstone Hall    | november 1947  | juli 1965                  | Bird, Swansea                    |                                                                       |
| 6979          | Helperly Hall       | november 1947  | februari 1965              | Bird, Long Marston               |                                                                       |
| 6980          | Llanrumney Hall     | november 1947  | oktober 1965               | J Cashmore, Great Bridge         |                                                                       |
| 6981          | Marbury Hall        | februari 1948  | maart 1964                 | Bird, Bridgend                   |                                                                       |
| 6982          | Melmerby Hall       | januari 1948   | augustus 1964              | J Cashmore, Newport              |                                                                       |
| 6983          | Otterington Hall    | februari 1948  | augustus 1965              | J Cashmore, Newport              |                                                                       |
| 6984          | Owsden Hall         | februari 1948  | december 1965              | —                                | Bewaard als museumstuk                                                |
| 6985          | Parwick Hall        | februari 1948  | september 1965             | J Cashmore, Newport              |                                                                       |
| 6986          | Rydal Hall          | maart 1948     | april 1965                 | Bird, Bridgend                   |                                                                       |
| 6987          | Shervington Hall    | maart 1948     | september 1964             | Bird, Bridgend                   |                                                                       |
| 6988          | Swithland Hall      | maart 1948     | september 1964             | Bird, Bridgend                   |                                                                       |
| 6989          | Wightwick Hall      | maart 1948     | juni 1964                  | —                                | Bewaard als museumstuk                                                |
| 6990          | Witherslack Hall    | april 1948     | december 1965              | —                                | Bewaard als museumstuk                                                |
| 6991          | Acton Burnell Hall  | november 1948  | december 1965              | J Cashmore, Newport              |                                                                       |
| 6992          | Arborfield Hall     | november 1948  | juni 1964                  | Bird, Newport                    |                                                                       |
| 6993          | Arthog Hall         | december 1948  | december 1965              | J Cashmore, Newport              |                                                                       |
| 6994          | Baggrave Hall       | december 1948  | december 1964              | J Cashmore, Great Bridge         |                                                                       |
| 6995          | Benthall Hall       | december 1948  | maart 1965                 | Bird, Long Marston               |                                                                       |
| 6996          | Blackwell Hall      | januari 1949   | oktober 1964               | Bird, Newport                    |                                                                       |
| 6997          | Bryn-Ivor Hall      | januari 1949   | november 1964              | Bird, Bridgend                   |                                                                       |
| 6998          | Burton Agnes Hall   | januari 1949   | december 1965              | —                                | Bewaard als museumstuk                                                |
| 6999          | Capel Dewi Hall     | februari 1949  | december 1965              | J Cashmore, Newport              |                                                                       |
| 7900          | Saint Peter's Hall  | april 1949     | december 1964              | J. Friswell, Banbury             |                                                                       |
| 7901          | Dodington Hall      | maart 1949     | februari 1964              | Hayes, Bridgend                  |                                                                       |
| 7902          | Eaton Mascot Hall   | maart 1949     | juni 1964                  | Swindon Works                    |                                                                       |
| 7903          | Foremarke Hall      | april 1949     | juni 1964                  | —                                | Bewaard als museumstuk                                                |
| 7904          | Fountains Hall      | april 1949     | december 1965              | J Cashmore, Newport              |                                                                       |
| 7905          | Fowey Hall          | april 1949     | mei 1964                   | Cashmore, Great Bridge           |                                                                       |
| 7906          | Fron Hall           | december 1949  | maart 1965                 | Swindon Works                    |                                                                       |
| 7907          | Hart Hall           | januari 1950   | december 1965              | Cashmore, Newport                |                                                                       |
| 7908          | Henshall Hall       | januari 1950   | oktober 1965               | J Cashmore, Great Bridge         |                                                                       |
| 7909          | Heveningham Hall    | januari 1950   | november 1965              | J Cashmore, Newport              |                                                                       |
| 7910          | Hown Hall           | januari 1950   | februari 1965              | Swindon Works                    |                                                                       |
| 7911          | Lady Margaret Hall  | februari 1950  | december 1963              | Bird, Newport                    |                                                                       |
| 7912          | Little Linford Hall | maart 1950     | oktober 1965               | J Cashmore, Great Bridge         |                                                                       |
| 7913          | Little Wyrley Hall  | maart 1950     | maart 1965                 | Bird, Llanelli                   |                                                                       |
| 7914          | Lleweni Hall        | maart 1950     | december 1964              | J Cashmore, Newport              |                                                                       |
| 7915          | Mere Hall           | maart 1950     | oktober 1965               | Cashmore, Great Bridge           |                                                                       |
| 7916          | Mobberley Hall      | april 1950     | december 1964              | Swindon Works                    |                                                                       |
| 7917          | North Aston Hall    | april 1950     | augustus 1965              | Bird, Llanelli                   |                                                                       |
| 7918          | Rhose Wood Hall     | april 1950     | februari 1965              | Cohen, Swansea                   |                                                                       |
| 7919          | Runter Hall         | mei 1950       | december 1965              | J Cashmore, Newport              |                                                                       |
| 7920          | Coney Hall          | september 1950 | juni 1965                  | Cohen, Swansea                   |                                                                       |
| 7921          | Edstone Hall        | september 1950 | december 1963              | Bird, Newport                    |                                                                       |
| 7922          | Salford Hall        | september 1950 | december 1965              | J Cashmore, Newport              |                                                                       |
| 7923          | Speke Hall          | september 1950 | juni 1965                  | Cohen, Swansea                   |                                                                       |
| 7924          | Thornycroft Hall    | september 1950 | december 1965              | J Cashmore, Newport              |                                                                       |
| 7925          | Westol Hall         | oktober 1950   | december 1965              | J Cashmore, Newport              |                                                                       |
| 7926          | Willey Hall         | oktober 1950   | december 1964              | Buttigieg, Newport               |                                                                       |
| 7927          | Willington Hall     | oktober 1950   | december 1965              | —                                | uitelkaar gehaald voor onderdelen voor de Grange- en County-projecten |
| 7928          | Wolf Hall           | oktober 1950   | maart 1965                 | Swindon Works                    |                                                                       |
| 7929          | Wyke Hall           | november 1950  | augustus 1965              | Bird, Bridgend                   |                                                                       |

Opmerkingen
- Locomotieven 6959 en 6970 werden zonder naam gebouwd en kregen later in 1946 en 1947 hun naam.
- Locomotief 6998 werd rechtstreeks verkocht aan de Great Western Society, Didcot. Alle andere locomotieven werden oorspronkelijk als schroot verkocht aan Woodham Brothers, Barry.